# North Common Meadow
North Common Meadow ist ein 25 Acres (10,1 ha) großes Naturschutzgebiet bei Petersham im Bundesstaat Massachusetts der Vereinigten Staaten. Es wird von der Organisation The Trustees of Reservations verwaltet.

## Schutzgebiet
Das zunächst als Viehweide genutzte Gebiet war in der ersten Hälfte des 20. Jahrhunderts Teil des Golfplatzes des Nichewaug Inn. Ende der 1970er Jahre kauften die Trustees mit Hilfe anonymer Spendengelder das Grundstück und wandelten es in ein Landschaftsschutzgebiet um. Es ist über Wanderwege mit dem benachbarten Schutzgebiet Brooks Woodland Preserve verbunden.